# Pami
Pami, auch Pemu, war ein altägyptischer Pharao (König) der 22. Dynastie (Dritte Zwischenzeit). Seine Regierungszeit ist um 825/813 bis 816/804 v. Chr. anzusetzen.

## Familie
Pami ist der dritte Sohn und Nachfolger von Scheschonq III. und der Tanetamunipet. Er ist der Vater seines Nachfolgers Scheschonq V., Bruder des Kronprinzen und Regenten von Athribis und Heliopolis, Bakennefi II. Weitere Brüder sind Paschedbastet, Takelot II. und Padebehenbastet, Hohepriester des Amun in Tanis.

## Belege
Möglicherweise wird Pami schon vor seiner Herrschaft durch eine Statuengruppe eines Anführers der Meschwesch-Libyer, Pamiu, Sohn des Herrn der beiden Länder, Scheschonq-Meriamun in Sais bezeugt. Auf einer Stele des Serapeums aus dem 2. Jahr Pamis ist der Tod des alten und die Einsetzung eines neuen Apisstieres überliefert. Das Brooklyner Orakelpapyrus ist vermutlich seiner Regierung zuzuordnen. Auf einer Votivstele aus Memphis wird das 6. Jahr als das Höchste seiner Regierung genannt. Baulich ist Pami sehr wenig bezeugt (in Theben überhaupt nicht).

## Sein Grab
Bestattet wurde er wahrscheinlich in Grab II der Königsnekropole von Tanis.